# Liste des communes françaises de l'Orne ayant changé de nom au cours de la Révolution
Pour un article plus général, voir Liste des communes françaises ayant changé de nom au cours de la Révolution.
Cet article présente la liste des communes françaises de l'Orne ayant changé de nom au cours de la Révolution.

## Orne
| Commune                                                       | Nom révolutionnaire     | Notice Ehess-Cassini |
| ------------------------------------------------------------- | ----------------------- | -------------------- |
| Carrouges                                                     | Carrouges-la-Montagne   | no 6986              |
| Condé-le-Butor (réunie à Belfonds)                            | Liberté                 | no 10107             |
| Condé-le-Butor (réunie à Belfonds)                            | La Liberté-sur-Orne     | no 10107             |
| Lonlay-l'Abbaye                                               | Lonlay-sur-Égrenne      | no 19990             |
| Rémalard                                                      | Rémal-la-Montagne       | no 28850             |
| Saint-Agnan-sur-Sarthe                                        | Montagnan               | no 30232             |
| Saint-Aubin-d'Appenai                                         | Claire-Fontaine         | no 30517             |
| Saint-Aubin-de-Courteraie                                     | Vallée-sur-Sarthe       | no 30536             |
| Saint-Céneri-le-Gérei                                         | L'Isle-sur-Sarthe       | no 30827             |
| Saint-Céneri-près-Sées (réunie à Aunou-sur-Orne)              | Ventôse                 | no 30828             |
| Saint-Denis-sur-Sarthon                                       | Sarthon-sous-Chaumont   | no 31134             |
| Saint-Didier-sous-Écouves                                     | Le Désir                | no 31192             |
| Saint-Ellier-les-Bois                                         | Sarthon-Libre           | no 31451             |
| Saint-Germain-du-Corbéis                                      | Lisle-du-Corbéis        | no 32085             |
| Saint-Germain-le-Vieux                                        | L'Unité-des-Grouas      | no 32116             |
| Saint-Gervais-du-Perron                                       | L'Unité-du-Perron       | no 32155             |
| Saint-Hilaire-la-Gérard                                       | Roulard                 | no 32318             |
| Saint-Hilaire-le-Châtel                                       | Les Grouas              | no 32269             |
| Saint-Laurent-de-Beauménil (réunie à Saint-Gervais-du-Perron) | Beaumesnil-du-Perron    | no 32836             |
| Saint-Léger-de-la-Haye (réunie à Macé)                        | La Haye                 | no 32932             |
| Saint-Léger-sur-Sarthe                                        | L'Union-sur-Sarthe      | no 32954             |
| Saint-Léonard-des-Parcs                                       | Herbidor                | no 32963             |
| Saint-Lomer (réunie à Courtomer)                              | Les Vallées             | no 32991             |
| Saint-Martin-d'Écublei                                        | Écubley-sur-Rille       | no 33342             |
| Saint-Martin-des-Landes                                       | Les Landes-de-Carrouges | no 33376             |
| Saint-Martin-l'Aiguillon                                      | L'Aiguillon-Républicain | no 33450             |
| Saint-Maurice-lès-Charencey                                   | Bon-Air                 | no 33542             |
| Saint-Nicolas-des-Bois                                        | Bellevue-la-Montagne    | no 33779             |
| Saint-Ouen-le-Brisoult                                        | Le Brisoult-Régénéré    | no 33867             |
| Saint-Patrice-du-Désert                                       | Le Désert               | no 33956             |
| Saint-Quentin-le-Petit (réunie à Nocé)                        | Unité                   | no 34372             |
| Saint-Sauveur-de-Carrouges                                    | Bel-Air                 | no 34574             |
| Saint-Sulpice-sur-Risle                                       | Sulpice-la-Montagne     | no 34772             |
| Saint-Sulpice-sur-Risle                                       | Vendémiaire             | no 34772             |
| Sainte-Colombe-la-Petite (réunie à Saint-Léonard-des-Parcs)   | Prairial                | no 31309             |
| Sainte-Marie-la-Robert                                        | Pommidor-sur-le-Don     | no 31523             |
| Sainte-Scolasse-sur-Sarthe                                    | Plaine-sur-Sarthe       | no 31588             |